# Formula 1 : Pilotes de leur destin
Formula 1 : Pilotes de leur destin (Formula 1: Drive to Survive) est une série documentaire réalisée en collaboration entre Netflix et le Formula One Group pour donner un aperçu exclusif des coulisses de la Formule 1,. La série est diffusée pour la première fois le 8 mars 2019,. En 2024, elle totalise six saisons, et a contribué à accroître la popularité de la Formule 1 dans le monde, notamment auprès des jeunes, des femmes, et tout particulièrement aux États-Unis.

## Présentation
Cette série documentaire se compose pour chaque saison de dix épisodes et est « la première à immerger véritablement le public dans les cockpits, le paddock et la vie des principaux acteurs de la Formule 1 ». La série couvre le championnat du monde de Formule 1 2018 et offre « un accès inégalé et exclusif aux pilotes, directeurs et propriétaires d’équipes les plus rapides du monde, ainsi qu’à la propre équipe de direction de la Formule 1. »
La saison 1 s'appuie sur des événements du championnat 2018 concernant, faute de droits, les plus petites écuries seulement. Mais devant son succès, des écuries comme Mercedes Grand Prix et Ferrari acceptent finalement de laisser les caméras de Netflix entrer dans leur intimité. Elles ont donc désormais accès partout. La saison 2 est centrée sur le championnat 2019, dont elle dispose du droit à l'image pour les écuries les mieux classées. La série continue en 2021 pour une troisième saison, avec la couverture de la saison 2020, le neuvième épisode proposant par exemple des images inédites du terrifiant accident de Romain Grosjean à Bahreïn.
Chaque épisode est centré sur une écurie, plusieurs pilotes, et sur un ou deux Grand Prix de Formule 1 avec des choix éditoriaux centrés, voire scénarisés. À ce sujet, un pilote comme Max Verstappen peut se rebeller en 2021, déclarant qu'il a décidé de ne plus collaborer à la série : « Ils ont créé des rivalités qui n'existent pas vraiment. J'ai donc décidé de ne plus faire d'interviews avec eux. Ils ne pourront donc rien utiliser. Je ne suis pas du genre à mettre en scène ma vie pour faire le show, je suis plus intéressé par les faits et la vérité ».
En octobre 2021 alors que la F1 revient sur le Circuit des Amériques à Austin pour le Grand Prix des États-Unis disputé devant une affluence considérable (près de 400 000 spectateurs sur trois jours), Lewis Hamilton fait des comparaisons avec la première fois où il a couru dans ce pays, à Indianapolis en 2007, et note des changements en termes de popularité de son sport, induits par la série de Netflix. Des études chiffrées montrent que Drive To Survive augmente la visibilité de la Formule 1 auprès de la population la plus jeune, des femmes, et plus généralement du grand public, notamment sur les réseaux sociaux.

### Saison 1 (2019)
La première saison est mise en ligne sur Netflix le 8 mars 2019.
1. Tout reste à jouer à Melbourne (All to Play For)
2. Le Nouveau Roi d'Espagne (The King of Spain)
3. Rédemption à Monaco (Redemption)
4. L'Art de la guerre (The Art of War)
5. Rififi au sommet (Trouble at the Top)
6. C'est tout ou rien (All or Nothing)
7. Garder la tête froide (Keeping Your Head)
8. La Nouvelle Génération (The Next Generation)
9. La Bannière étoilée (Stars and Stripes)
10. La Ligne d'arrivée (Crossing the Line)

### Saison 2 (2020)
1. Quand les lumières s'éteignent (Lights Out)
2. Le point de rupture (Boiling Point)
3. Un duel sans merci (Dogfight)
4. Les jours sombres (Dark Days)
5. De grandes espérances (Great Expectations)
6. Taureaux enragés (Raging Bulls)
7. Rouge (Seeing Red)
8. Chaises musicales (Musical Chairs)
9. Le sang, la sueur et les larmes (Blood, Sweat & Tears)
10. Le drapeau à damier (Checkered Flag)

### Saison 3 (2021)
La troisième saison sort le 19 mars 2021.
1. L'argent est roi (Cash Is King)
2. Remise en piste ! (Back On Track)
3. Second couteau ? (Nobody's Fool)
4. Ferrari sur la sellette (We Need to Talk About Ferrari)
5. Tout passe, tout casse (The End of the Affair)
6. Et toc ! (The Comeback Kid)
7. Le choix de Guenther (Guenther's Choice)
8. Je ne regrette rien (No Regrets)
9. Ca chauffe ! (Man On Fire)
10. Sur le fil (Down to the Wire)

### Saison 4 (2022)
La quatrième saison est diffusée à partir du 11 mars 2022 ; sept jours après sa sortie, la série s'installe à la troisième place du top en France. 
Le récit de la saison 2021 est rempli d'incohérences comme des fausses rivalités, de fausses conversations radio ou encore des fausses pannes. Les anachronismes sont fréquents, des faits de courses se déroulant lors d'un Grand Prix étant intégrés dans un autre Grand Prix. Certains résultats de course sont même modifiés, comme la pole position de Valtteri Bottas au Grand Prix du Brésil, remplacée par une pole position de Max Verstappen,.
Max Verstappen boycotte la série et n'accorde aucune interview aux équipes de production durant toute la saison ; il déclare : « Netflix invente beaucoup de choses. Ils ont créé des rivalités qui n'existent pas vraiment. Je ne suis pas du genre à mettre en scène ma vie pour faire le show, je suis plus intéressé par les faits et la vérité. »
1. Le choc des Titans (Clash of the Titans)
2. Un as dans la manche (Ace in the Hole)
3. Un tournant (Tipping Point)
4. Une montagne à gravir (A Mountain to Climb)
5. Staying Alive (Staying Alive)
6. Quelque chose à prouver (A Point to Prove)
7. Crise de croissance (Growing Pains)
8. Le dilemme de Wolff (Dances With Wolff)
9. Tous les coups sont permis (Gloves are Off)
10. Une course acharnée (Hard Racing)

### Saison 5 (2023)
La cinquième saison est mise en ligne le 24 février.
1. L'année du renouveau (The New Dawn)
2. Que de rebondissements ! (Bounce Back)
3. Matière à réflexion (Matter Of Principal)
4. Tel père, tel fils ? (Like Father, Like Son)
5. Magnifique ! (Pardon My French)
6. Pas de gagne sans hargne (Nice Guys Finish Last)
7. Siège éjectable (Hot Seat)
8. Le mâle alpha (Alpha Male)
9. Hors limites (Over The Limit)
10. Au bout de la route (End of the Road)

### Saison 6 (2024)
La sixième saison est mise en ligne le 23 février.
1. Une question d'argent (Money Talks)
2. La chute (Fall from Grace)
3. Sous pression (Under Pressure)
4. Le dernier chapitre (The Last Chapter)
5. Une guerre intestine (Civil War)
6. La confiance (Leap of Faith)
7. C'est la vie (C’est la Vie)
8. Forza Ferrari (Forza Ferrari)
9. Trois, c'est trop (Three's a Crowd)
10. Rouge ou noir ? (Red or Black)

### Saison 7 (2025)
Un extrait de la saison montre Max Verstappen contrarié par la première victoire de Lando Norris à Miami. Or ces images ont été tournées lors du Grand Prix des Pays-Bas : en réalité, Verstappen était contrarié d’avoir perdu à domicile face à Norris. Norris a déclaré que Netflix mentait et poursuit ainsi : « Je ne pense pas qu'on puisse dépeindre quelqu'un sous un faux jour si ce n'est pas la vérité. Cette ligne doit être clairement définie. Je ne veux pas de scénarios inventés ni d'absurdités fabriquées de toutes pièces, car il y en a. »
1. Business as Usual (Business as Usual)
2. Frères ennemis (Frenemies)
3. Un nouveau Numéro 1 (Looking Out for Number 1)
4. Carlos Signs (Carlos Signs)
5. Maudit à Monaco (Le Curse of Leclerc)
6. Les roues de la Fortune (Wheels of Fortune)
7. Dans la chaleur de la nuit (In The Heat of the Night)
8. Jouer des coudes (Elbows Out)
9. Changement de direction (Under New Management)
10. Dernière ligne droite (End Game)

## Production

### Développement
Le 24 mars 2018, Liberty Media, propriétaire du Formula One Group et du championnat du monde de Formule 1, annonce que Netflix a commandé une série documentaire de dix épisodes offrant un regard exclusif sur les coulisses du championnat du monde de Formule 1 2018.
La série est produite par James Gay-Rees et Paul Martin pour la société de production britannique Box to Box Films. Sophie Todd est la vedette de la production.
Le 24 juillet 2019, Netflix renouvelle la série pour une deuxième saison prévue pour le 28 février 2020.
Chase Carey, président de Formula One Group, a confirmé en juillet 2020 qu'il y aura une troisième saison de la série : « Après les bons résultats des deux premières saisons de "Drive to Survive" de Netflix, les équipes de tournage sont déjà à l’œuvre pour le tournage de la troisième saison. »,
Fin mars 2021, les producteurs de la série confirment qu'une saison 4 est déjà en préparation. Après sa diffusion en mars 2022, Netflix et la Formule 1 annoncent que la série dont l'acronyme est « DTS » est renouvelée pour des saisons 5 et 6, couvrant donc les championnats 2022 et 2023.

## Accueil
De nombreux médias et de nombreux spectateurs saluent cette série qui montre la Formule 1 sous un angle inédit. Éric Boullier souligne ainsi que « ça a touché un public très, très large, qui n'était d'ailleurs pas forcément fan de F1 ». Cependant, le Formula One Group regrette que les deux écuries les plus compétitives du championnat, Mercedes et Ferrari, ont refusé d'accueillir les caméras de cette série. Néanmoins, en vue de la saison 2, toutes les écuries ont accepté de participer à la série.
La première saison, sortie peu avant le début de la saison 2019, se révèle être un « succès phénoménal » selon les producteurs et la Formule 1 : lors de la première manche de la saison, le record d'affluence a notamment été battu. La série permet ainsi une montée de l'audience du championnat du monde de Formule 1 lui-même, même si les chiffres exacts d'audience ne sont pas dévoilés officiellement.
Les acteurs eux-mêmes de la série, tels que Cyril Abiteboul directeur de Renault F1 et Éric Boullier, ou les pilotes Kevin Magnussen et Nico Hülkenberg, regrettent cependant que des rivalités aient parfois été exagérées, que des scènes aient été jouées voire surjouées et que cette sorte de « fictionnalisation du réel » ne respecte pas toujours la vérité,,. Certaines écuries estiment aussi être mal payées de leur investissement du fait de leur faible présence au montage.